# Podstiopki (obwód samarski)
Podstiopki (ros. Подстёпки) – wieś (sieło) w Rosji, w obwodzie samarskim, w rejonie stawropolskim. W 2010 liczyła 4931 mieszkańców.